# Disa maculomarronina
Disa maculomarronina là một loài thực vật có hoa trong họ Lan. Loài này được McMurtry mô tả khoa học đầu tiên năm 1984.